# Helmut Strehl
Helmut Strehl (* 20. November 1931 in Wittenberg; † 15. November 2019 in Aachen) war ein deutscher Bauingenieur und ehemaliger Rektor der Fachhochschule Aachen.

## Leben und Wirken
Strehl wuchs in Wittenberg auf und besuchte dort das Melanchthon-Gymnasium. Seine Familie entschied sich jedoch, nach dem Zweiten Weltkrieg nach Aachen zu ziehen. Dort absolvierte er zunächst eine Zimmererlehre und besuchte anschließend die staatliche Ingenieursschule in Aachen, eine der fünf Vorläuferinstitutionen der Fachhochschule Aachen. Seine Leistungen qualifizierten ihn für ein Hochschulstudium, das er im Fach Bauingenieurswesen an der RWTH Aachen abschloss. Anschließend war er als wissenschaftlicher Mitarbeiter am dortigen Verkehrswissenschaftlichen Institut tätig, wo er 1963 zum Dr.-Ing. promovierte.
Im Jahr 1964 erhielt Strehl eine Dozentenstelle an der Staatlichen Ingenieursschule für Bauwesen in Aachen, die zusammen mit anderen Institutionen am 1. August 1971 in die neu gegründete Fachhochschule Aachen-Jülich überführt wurde und in deren Gründungskommission er mitgewirkt hatte. Schließlich wurde Strehl am 1. März 1972 zum ersten Rektor der neuen Hochschule gewählt. Er leitete die Fachhochschule bis 1984 und übernahm zudem von 1971 bis 1975 den Vorsitz der Landesrektorenkonferenz der Fachhochschulen e.V. und saß als erster Fachhochschulvertreter im Senat der Westdeutschen Rektorenkonferenz. Zu seinen maßgeblichen Verdiensten zählen die seit den 1980er-Jahren von ihm betriebene Anerkennung deutscher Diplome im Europa sowie die Verhinderung der Schließung des Standortes Jülich durch die Düsseldorfer Landesregierung.
Noch während seines Rektorats knüpfte Strehl Beziehungen nach China, besuchte dort mit Studierenden mehrere Eliteuniversitäten und erhielt von der Landesregierung den Auftrag, sich in China nach geeigneten Standorten für die Einrichtung einer mit deutscher Unterstützung aufzubauenden Hochschule umzuschauen. Strehl entschied sich für Ningbo und wurde 1984 Mitbegründer der Ningbo University of Technology, einer technisch orientierten Hochschule nach dem Vorbild der FH Aachen. Daraus entstand in der Folge die Städtepartnerschaft zwischen Aachen und Ningbo. Darüber hinaus war Strehl an der Gründung mehrerer Hochschulpartnerschaften mit Hochschulen in England, Irland, Frankreich und den USA beteiligt.
Nach der Deutschen Wiedervereinigung zog es Strehl in seine alte Heimat zurück und er engagierte sich aktiv an der Umstrukturierung ostdeutscher Hochschulen nach bundesrepublikanischem Muster. In diesem Rahmen gehörte er Anfang der 1990er-Jahre zur Gründungskommission der neuen Hochschule Anhalt in Köthen. Er wurde 1991 zum Gründungsdekan gewählt und wirkte dort bis zu seiner Emeritierung im Jahr 1997. Dabei machte er sich besonders verdient um den Aufbau des nach Köthen und Bernburg dritten Standortes der Hochschule in Dessau-Roßlau, wozu er unter anderem im Jahr 1992 den Fachbereich Design in Dessau an seine ehemalige Nachfolgerin in der Leitung der FH Aachen, Hildegard Reitz, übertrug sowie deren Nachfolger René Flosdorff in die Gründungskommission des Fachbereichs Elektrotechnik nach Köthen berief. 
Für seine vielfältigen Verdienste wurde Strehl zum Ehrensenator der Fachhochschule Aachen und der Hochschule Anhalt sowie zum Honorary Life Fellow (Lebenslanges Ehrenmitglied) der Coventry University ernannt sowie mit dem Bundesverdienstkreuz ausgezeichnet.

## Schriften (Auswahl)
- Umschlag in Stückgutanlagen : Auswertung ladetechnischer Untersuchungen für die bauliche Gestaltung, VDI-Verlag, Düsseldorf 1963
- Ermittlung von günstigen Grundrissen für Stückgutumladeanlagen auf Grund einer Analyse des Gutaufkommens und der Umladevorgänge, Dissertation, Aachen 1963
- Fachhochschule Aachen : Entwicklung einer jungen Hochschule, Fachhochschule Aachen Abt. Jülich 1976
- Einsatzmöglichkeit und Wirtschaftlichkeitsgrenze für die Verwendung von Absetzkippern und Containern im Erdbau, Westdeutscher Verlag, Opladen 1977, ISBN 978-3-531-02643-5